# Молоток

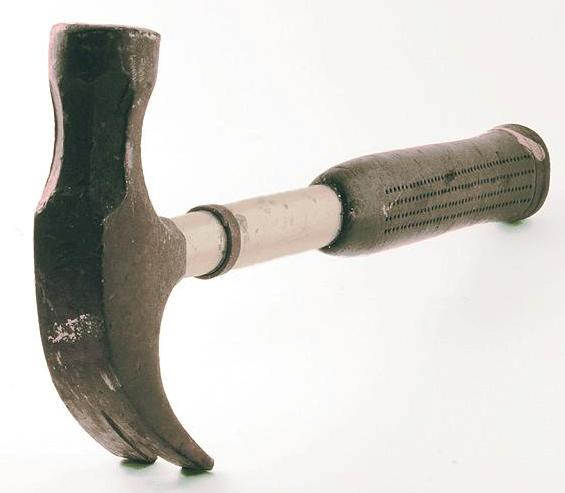
Столярний молоток

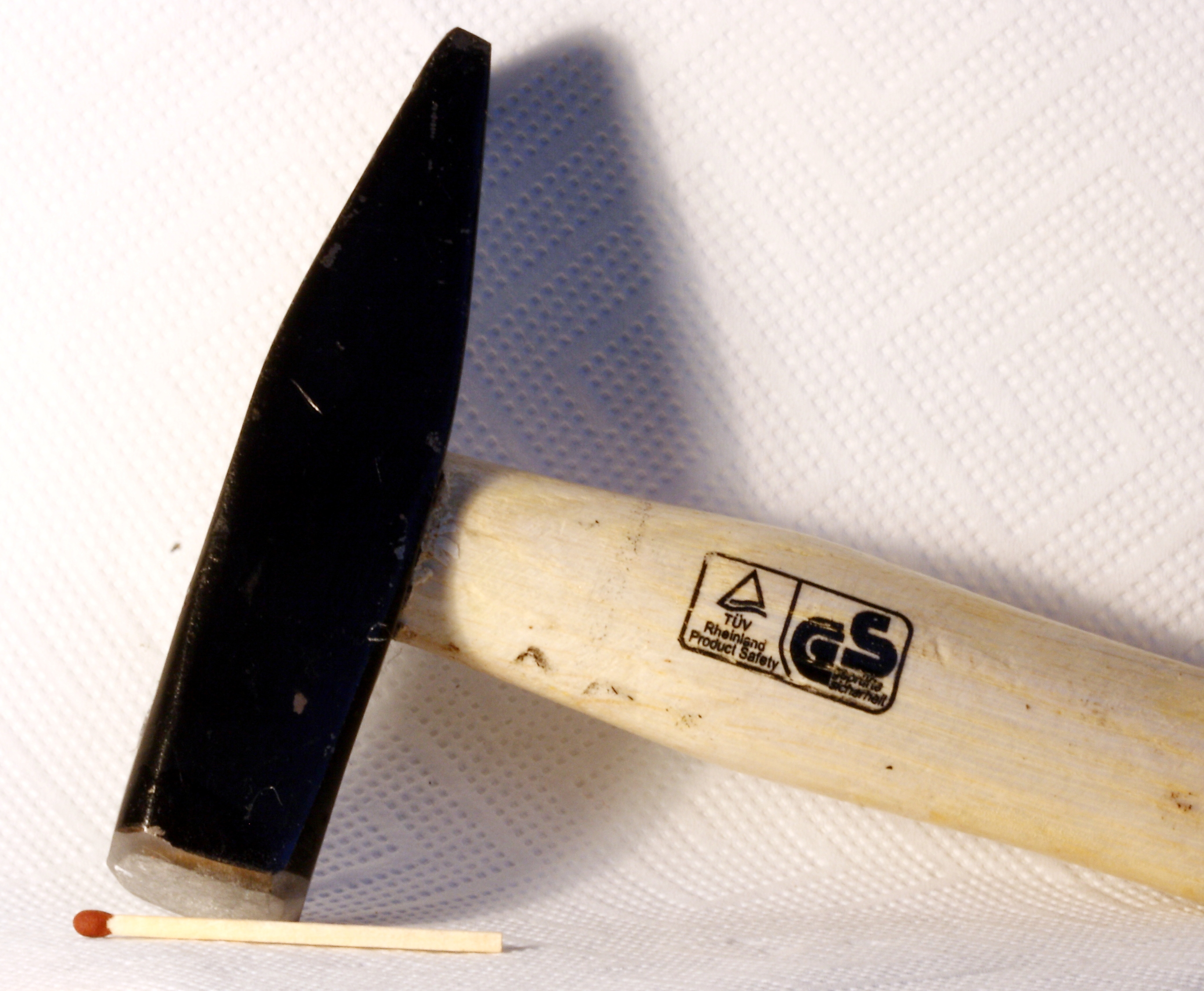
Слюсарний (верстатний) молоток

Молото́к — ручне знаряддя ударної дії — металевий або дерев'яний брусок, насаджений під прямим кутом на держак. Застосовується для забивання цвяхів, биття предметів та інших робіт. Молоток — один з найдавніших інструментів, що використовуються людиною.

## Будова молотка
Основною частиною молотка є компактна маса з суцільного матеріалу, зазвичай металу, яка може використовуватися для удару по чому-небудь і при цьому не деформуватися. Для зручності виконання ударів і для більшого розмаху ударна частина молотка насаджується на ручку, яка може робитися також з металу, або з дерева або пластмаси. Передня (робоча) частина має назву — бійчик (бойок), задня — хвостом (обушком).
Отвір — так зване вушко або вічко молотка — знаходиться посередині дещо вужче, ніж по кінцях. Ручка молотка, виконана з деревини, засаджується в вічко з одного кінця, а виступаючий кінець її розклинюють м'якими сталевими пластинами так, щоб він роздався та щільно охоплювал вічко. Ручка повинна бути засаджена під прямим кутом до молотка, а її довжина й товщина повинні бути такими, щоб молоток був зручним у користуванні.

## Різновиди молотків

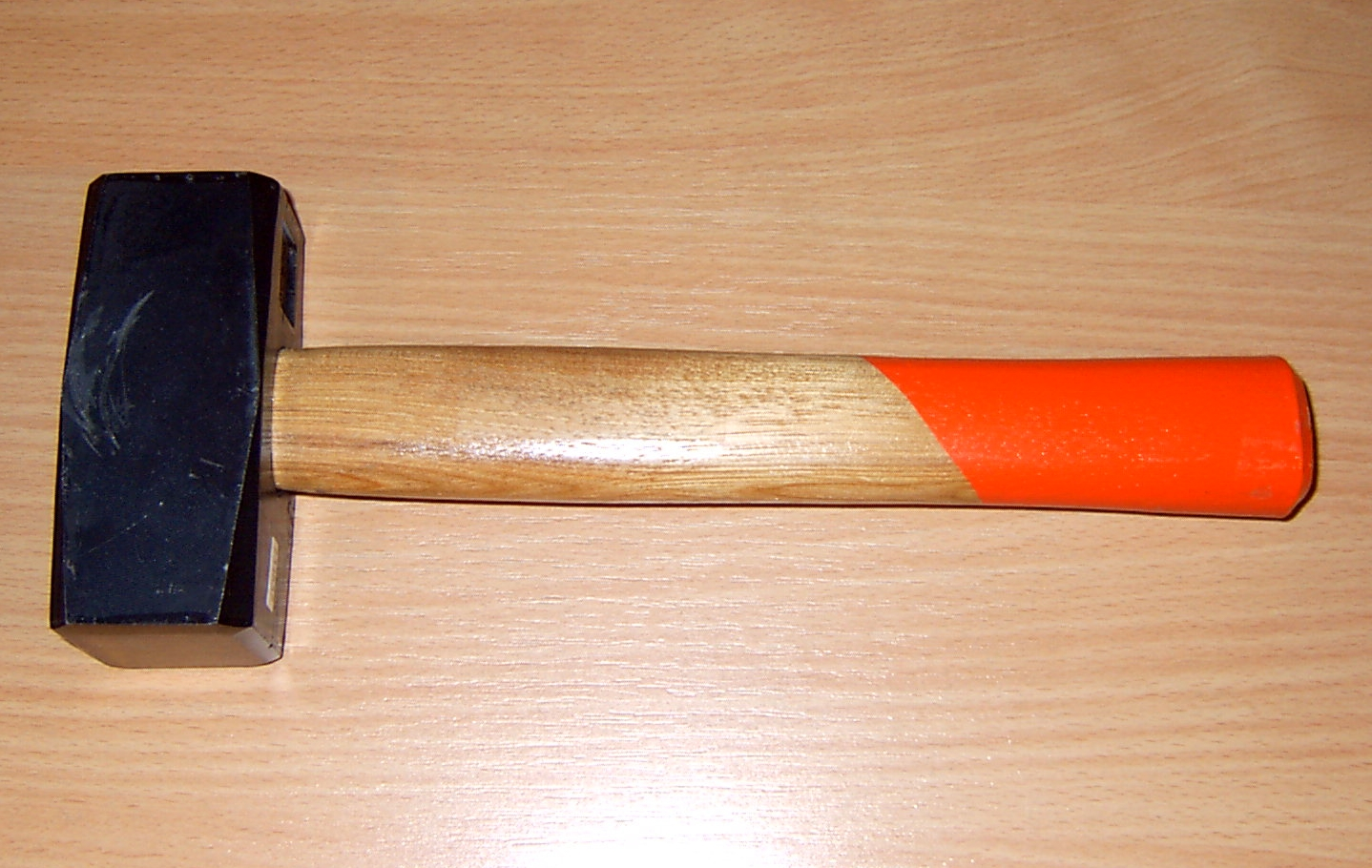
Балда

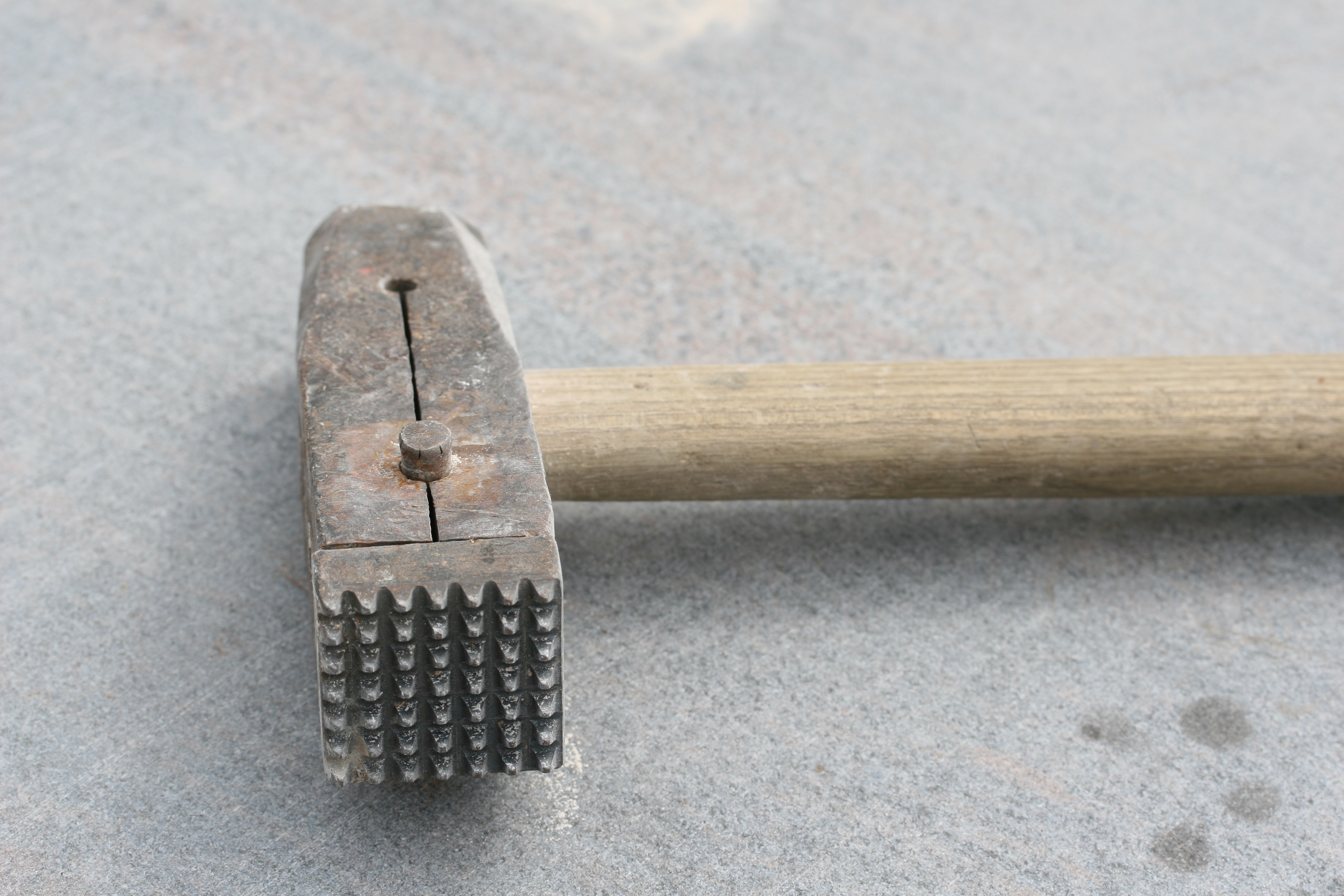
Бучарда

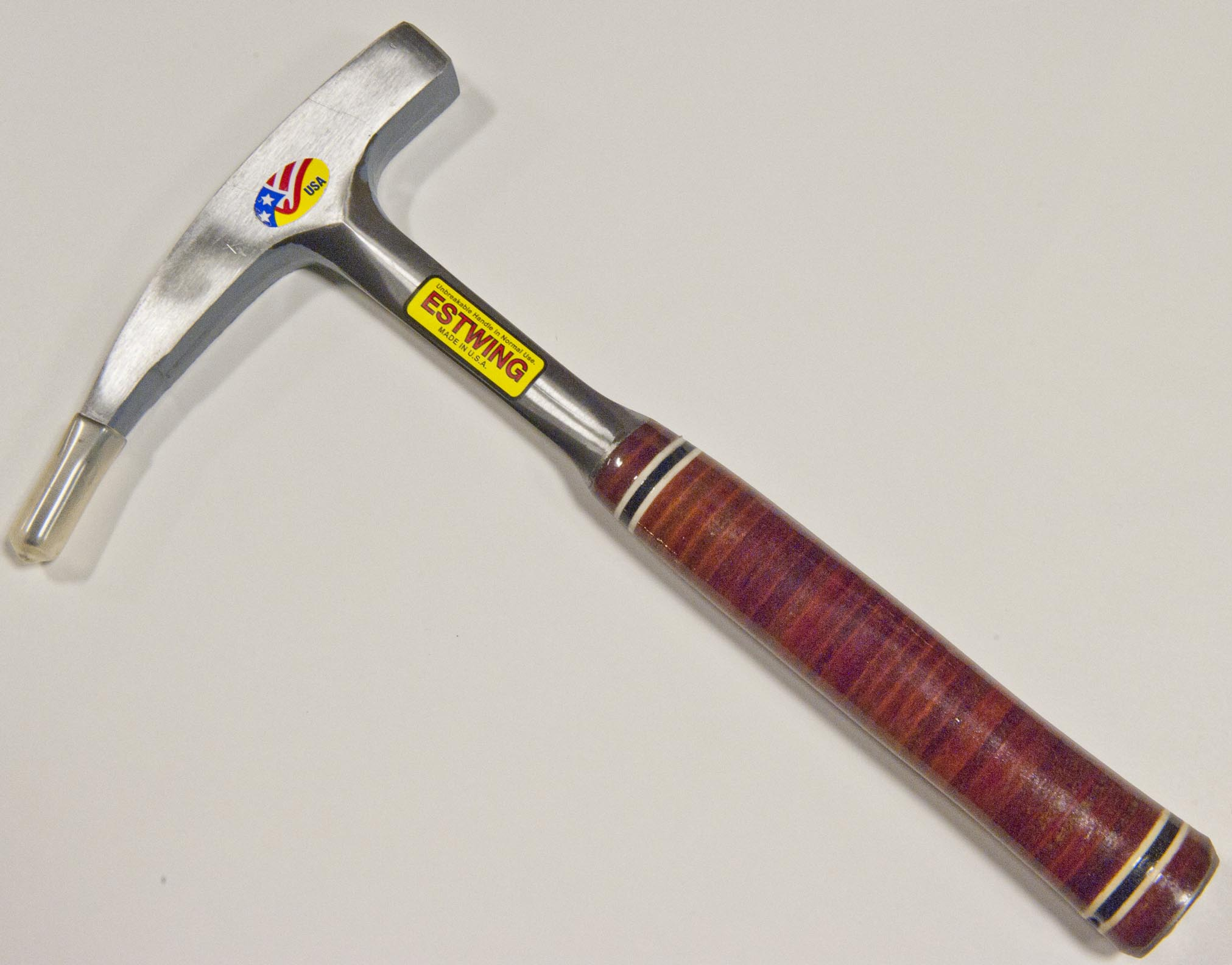
Геологічний молоток

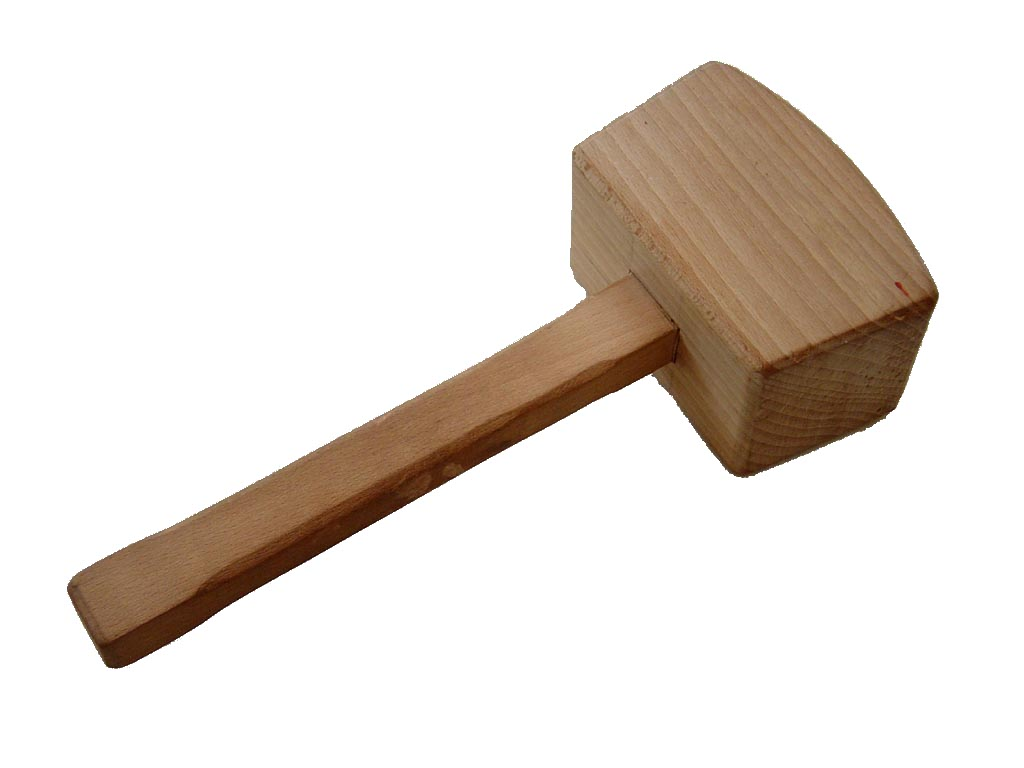
Киянка

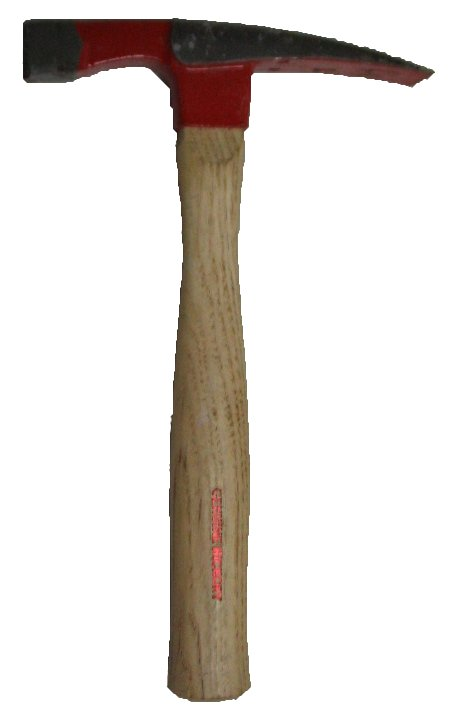
Мулярський молоток

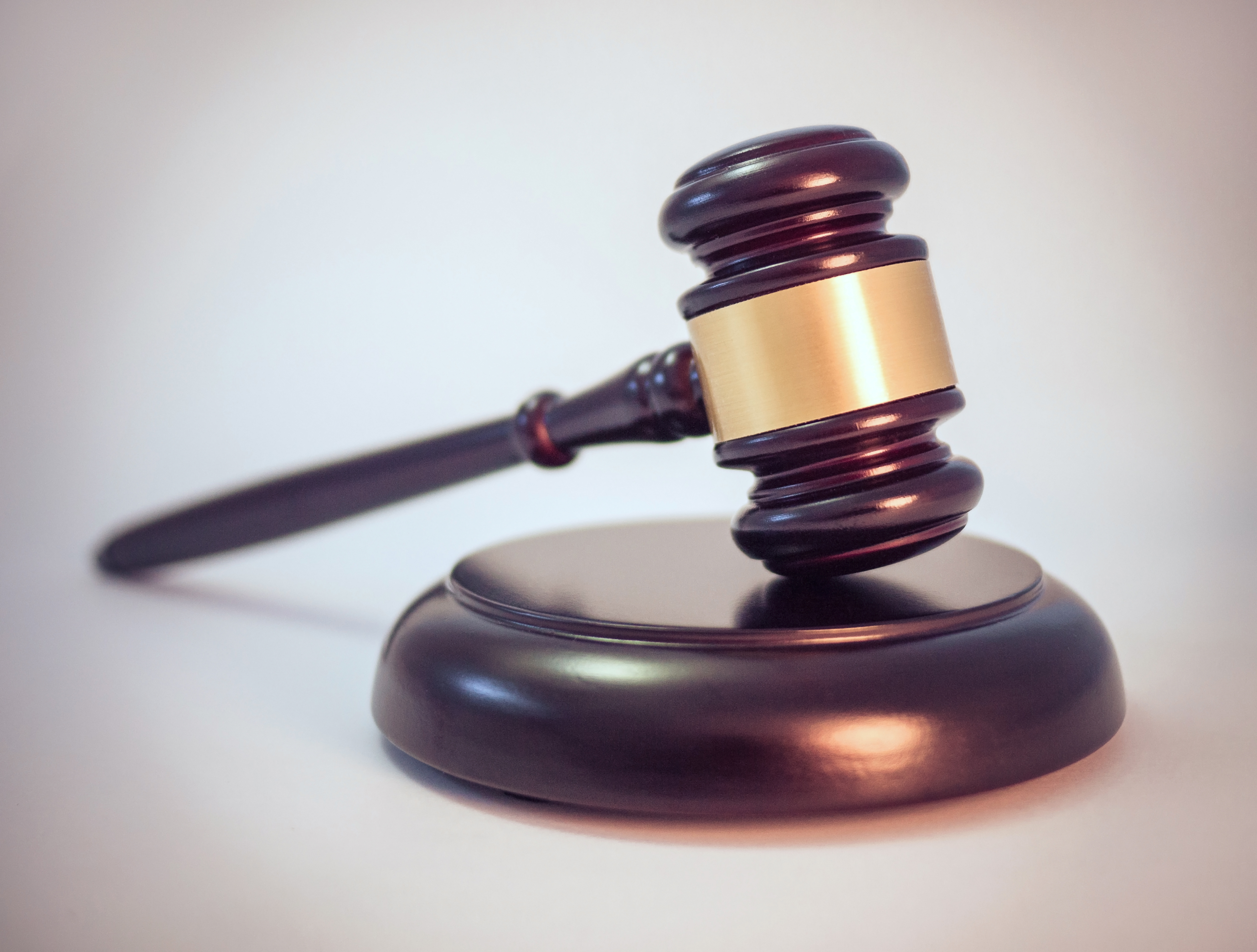
Молоток аукціоніста

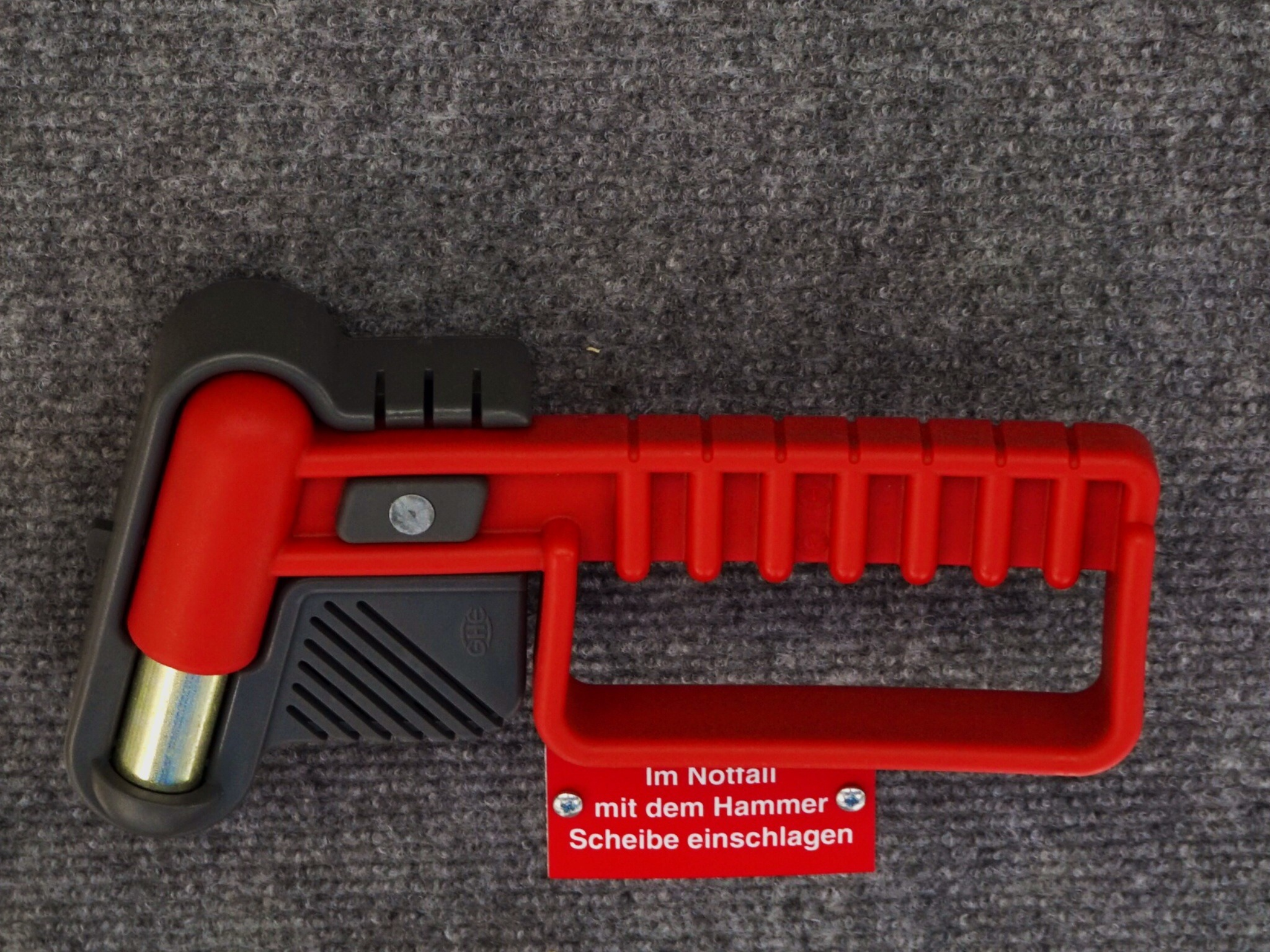
Молоток для аварійного розбиття скла

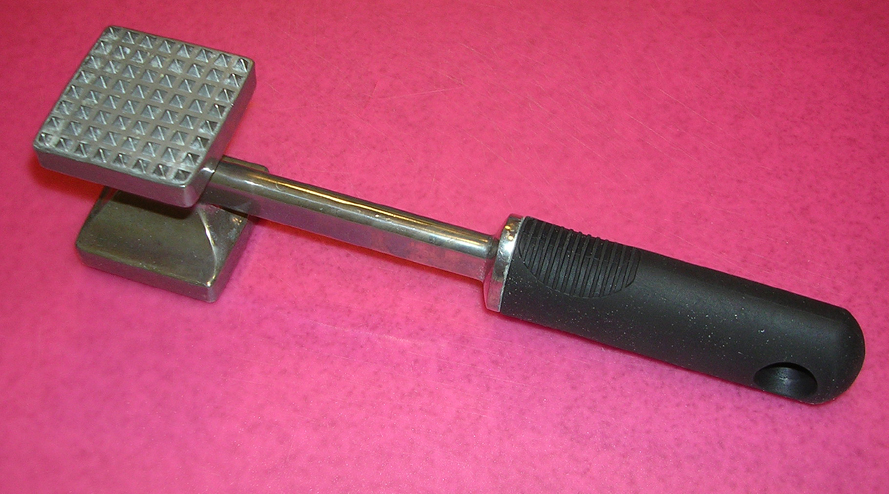
Молоток для м'яса

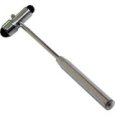
Неврологічний молоточок

Для різних видів робіт використовуються молотки різноманітної форми і розміру.
- Балда (шанцевий молоток) — невеличкий одноручний молот-кувалда, уживається як у ковальстві, так і для слюсарних і будівельних робіт.
- Безвібраційний молоток — молоток з порожнистою металевою ручкою, заповненою дробом. Під час завдання удару дріб переміщається у напрямі до ударної частини, збільшуючи силу удару. Завдяки переміщенню центру ваги вібрація зменшується.
- Бляхарський молоток — молоток, використовуваний бляхарями для робіт з бляхою, листовим металом
- Бондарський молоток — молоток, уживаний бондарями при виготовленні бочок та діжок.
- Бучарда — металічний молоток, застосовуваний каменярами та скульпторами. Має дві ударні поверхні з пірамідальними зубцями.
- Геологічний молоток — молоток, уживаний геологами в експедиціях. Він слугує як для відбиття шматочків гірських порід для зразків, так і замість альпіністського льодоруба (для зачіпляння на крутих підйомах, для вирубання сходинок тощо). Це молоток вагою 0,5 кг, з квадратним бійчиком та загнутим загостреним хвостом, за формою схожим з дзьобом. Тупий кінець молотка може використовуватися для забивання кілочків наметів, загострений — заміняти кирку. Держак молотка зазвичай 40 см завдовжки. Молоток може також слуговати найпростішим нівеліром.
- Гончарський молоток — молоток, вживаний гончарями
- Дверний молоток — дерев'яний або металічний молоток, підвішений біля дверей. У старовину заміняв дверний дзвінок.
- Заряджальний молоток — дерев'яна киянка, яка колись використовувалася для заряджання зброї з дула за допомогою шомпола.
- Зуботехнічний молоток — маленький молоточок вагою близько 50 г. Уживається зубними техніками під час виготовляння зубних коронок, протезів.
- Карбувальний молоток — молоток, уживаний карбувальниками, вагою 120—300 г і з вигнутою, розширеною на кінці ручкою. Має два бійчики: плаский та півкулястий. Плаский бійчик може бути як круглого, так і квадратного профілю. Уживається разом з карбівкою — стрижнем для карбування.
- Киянка — дерев'яний або гумовий молоток, а також молоток з гумовими накладками на бійчиках.
- Молоток аукціоніста (молоток судді) — молоток, що уживається на аукціонах та судових засіданнях. Роблять його зі благородних порід дерева, він комплектується відбійником — дерев'яним кружальцем.
- Молоток для аварійного розбиття скла — входить до аварійного комплекту автомобіля, кріпиться у салонах автобусів. Призначений для розбивання скла після аварії. Автомобільні аварійні молотки споряджені безпечним ножем для перерізання ременів (стропорізом), вробленим у рукоятку.
- Молоток зварювальника — молоток, що застосовується у зварювальних роботах для зняття зі швів окалини. Має бійчик у формі зубила, а хвіст — у формі кернера чотирикутного або круглого перерізу. Існують варіанти з двома бійчиками, поверненими відносно один одного на 90°, а також варіанти з металевою щіткою замість одного з бійчиків. Ручка — дерев'яна або металева з гумовим покриттям. Існують також ручки у вигляді дротової спіралі, призначені для амортизації ударів. Вага молотка від 300 до 600 г.
- Молоток залізничного обхідника — молоток, за формою схожий з киркою: зверху голівка має скоси від вушка до бійчиків. Призначений для перевіряння стану залізничних рейок методом простукування.
- Молоток оглядача вагонів — молоток вагою близько 1,2 кг з ручкою 60-70 см завдовжки. Призначений для перевіряння автозчепу, замірювання прозорів сковзунів, виявлення перекосів та перевантаження кузова вагона у пунктах підготування вагонів під навантаження.
- Молоток для гіпсокартонних панелей — молоток з хвостом у формі сокири, призначеним для розрубування листів гіпсокартону.
- Молоток для відбивання м'яса — предмет кухонного начиння, молоток з шипоподібною насічкою на бійчику. Застосовується для приготування відбивних котлет, біфштексів та ін. Іноді його заміняє насічка на обусі м'ясницької сокири.
- Молоток для виготовлення ящиків — молоток вагою близько 0,5 кг, з квадратним бійчиком та загнутим донизу хвостом як у кирки-мотики.
- Молоток для крокету — молоток для гри у крокет з ручкою до 1 м завдовжки. Робиться з твердих порід дерева, металу, пластику, а також з використанням кількох матеріалів.
- Молоток-колун — невеличкий колун вагою до 3 кг, який можна використовувати як легкий молот-балду.
- Молоток-заклепник — важкий молоток вагою понад 1 кг для встановлення заклепок. Уживається разом з заклепувальником — спеціальним пристроєм для формування заклепок. На теперішній час молоток-заклепник та заклепувальник під нього майже витіснені ручними, електричними та пневматичними заклепувальниками.
- Мулярський молоток (молоток-кирочка) — молоток, який муляри застосовують при муруванні стін. Бійчик має чотирикутну форму, слугує для поправляння муру. Хвіст, який має форму як у кирки-мотики, слугує для розколювання цегли.
- Неврологічний молоток — металевий молоток з пластиковим бійчиком, уживаний неврологами для діагностики рефлексів.
- Нейлоновий молоток — металевий молоток з нейлоновими бійчиками. Застосовується для робіт з матеріалами, які легко пошкоджуються. Замість нейлонових голівок використовуються також поліуретанові.
- Оскард — молоток для карбування жорен
- Плитковий (кахлевий) молоток — невеличкий (90 — 100 г) молоток зі загостреним хвостом. Гострий хвіст-бійчик слугує для розколювання керамічної плитки, кахель.
- Паркетний молоток — молоток для робіт з паркетом
- Покрівельний (латовий, фальцевий) молоток — молоток з хвостом, скошеним з одного боку. Застосовується при проведенні покрівельних робіт. Скошений під гострим кутом хвіст сприяє зручнішому формуванню фальців.
- Рихтувальний молоток — молоток для рихтування
- Ручник (ковальський молоток) — молоток, уживаний ковалями для вказання молотобійцю місця на заготовці, де треба бити молотом. Вага молотка 0,5 — 2 кг, залежно від виду робіт та сили коваля. Ручник, на відміну від молота, тримають одною рукою, у другій держать кліщі.
- Скельний молоток — спеціальний молоток, який застосовують у альпінізмі, скелелазанні і спелеології для забивання і зняття гаків, пробивання шлямбурних отворів, оброблення гострих країв скельних виступів.
- Склярський молоток — невеличкий молоточок вагою 100—125 г, споряджений довгим вузьким бійчиком. Використовується для склярських робіт, при встановленні шибок у рами.
- Столярний молоток — молоток, використовуваний для столярних робіт, має вагу від 100 до 800 г, довжина ручки від 320 до 350 мм.
- Слюсарний молоток — молоток, призначений переважно для слюсарних робіт, але може також заміняти столярний та теслярський молотки. Має форму призми, може бути різного розміру.
- Теслярський молоток — важить 300—800 г, має хвіст з вирізом, що уможливлює його використовування як цвяходера. Може мати як круглий, так і квадратний бійчик.
- Тестовий молоток для бетону — прилад для визначення міцності бетону методом пластичних деформацій. Існує у різних варіантах (молоток Фізделя, молоток Кашкарова тощо).
- Тинкарський молоток — замість бійчика має нісок у формі маленької сокирки, хвіст — у формі кирки-мотики. Застосовується тинькарями для зняття старого тиньку зі стін, а також для насікання стін перед тинькуванням.
- Хірургічний молоток — один з хірургічних інструментів. Призначається для створення ударної дії на долото або остеотом для розсічення кістки.
- Шевський (чоботарський) молоток — має розширений круглий бійчик, схожий за формою з голівкою цвяха та відігнутий трошки донизу хвіст. Уживається разом з шевською колодкою.
- Шиферний молоток — має незвичайну форму хвоста, схожу з формою хвоста теслярського молотка, але один вус цвяходера значно довший за другий. Цей шип слугує пробійником для пробиття отворів у шифері.
- Ювелірний молоток — загальна назва молотків для ювелірних робіт. Ювелірами уживаються як карбувальні молотки, так і текстурні (з рельєфною насічкою на бійчику), а також киянки і молотки з нейлоновими бійчиками.

## Інше

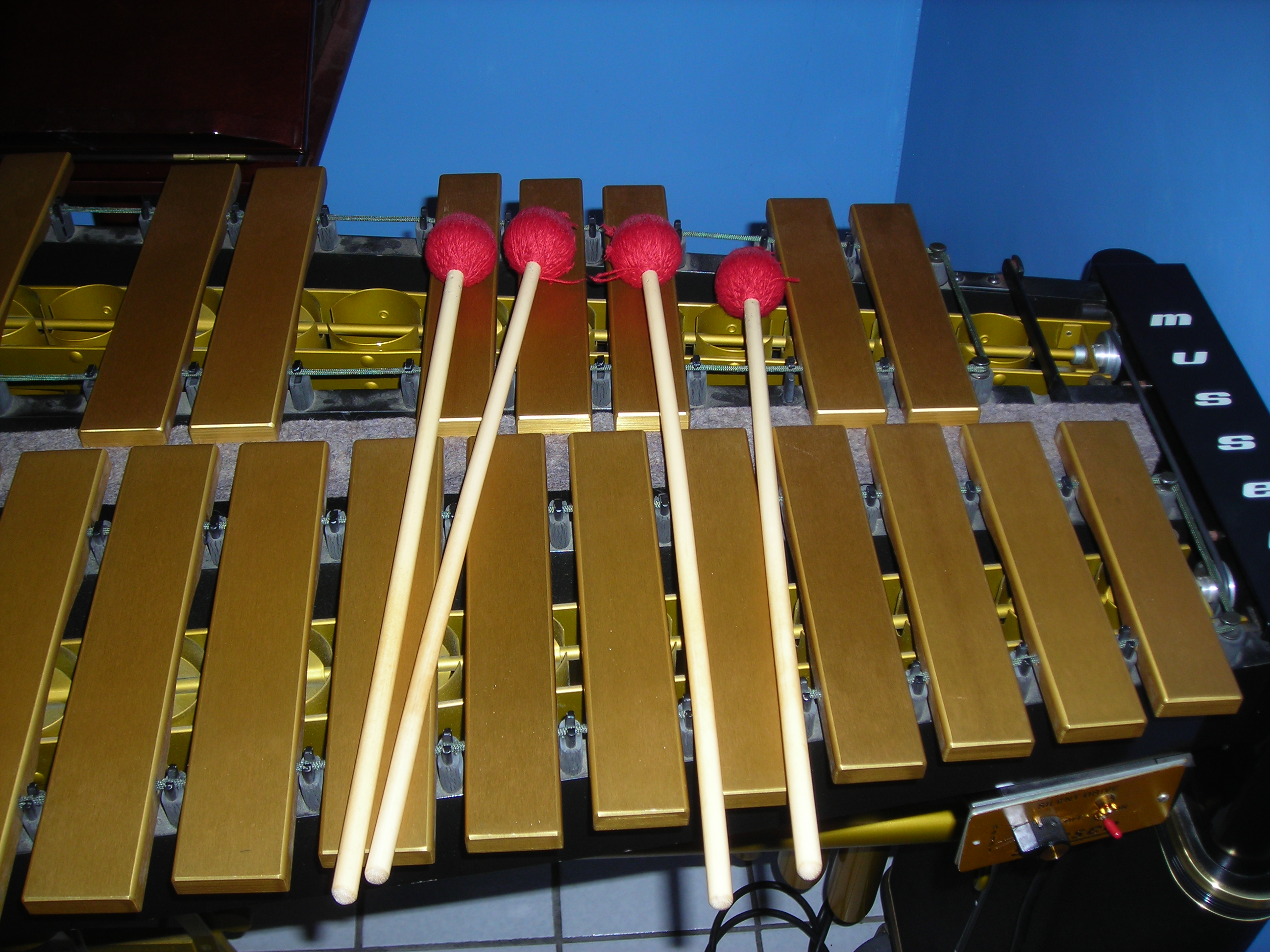
Цимбальні молоточки

- Молоточок фортепіано — покрита повстю дерев'яна деталь фортепіано, яка приводиться у дію натискуванням на клавішу та спричиняє звук ударом по струні.
- Молоточок цимбальний — інструмент для видобування звуків з цимбал.
- Молоточок — одна із кісточок середнього вуха.

## Мовні звороти
- Пускати з-під молотка — продавати способом прилюдного торгу, з аукціону.

## Цікавий факт
У сучасній російській мові слово «молоток» у переносному значенні уживається як похвала у сенсі «молодець», «принципова людина що не відмовляється від своїх переконань/зобов'язань», а слово «балда» (різновид молотка) має зворотній смисл — «довбня, бовдур».